# 오라초등학교
오라초등학교는 대한민국 제주특별자치도 제주시 오라2동에 있는 공립 초등학교이다.

## 학교 연혁
- 1946년 2월 1일 오라공립국민학교 개교(5학급)
- 1948년 12월 6일 4·3 사건으로 폐교
- 1950년 7월 3일 제주남국민학교 오라분교장 인가
- 1951년 10월 18일 오라국민학교 개교(6개 학년 5개 학급)
- 1982년 3월 12일 병설유치원 개원
- 1992년 3월 30일 정규 교실 4교실 증축
- 1993년 7월 30일 급식실(오라관) 신축 230.4m2
- 1994년 2월 18일 병설유치원 교사 신축
- 1996년 3월 1일 오라초등학교로 개칭
- 2002년 2월 6일 다목적 강당 신축 및 2개 교실 증축
- 2006년 1월 31일 2개 교실 증축
- 2010년 3월 1일 교실증축, 급식실 개축, 학교숲, 잔디운동장 조성
- 2010년 9월 1일 화장실 개축
- 2011년 11월 28일 7개 교실 증-개축 및 운동장 스탠드 설치
- 2013년 12월 2일 2.5개 교실 증축
- 2015년 12월 15일 본관 4개 교실 증축, 4개 교실 리모델링, 유치원 1실 증축
- 2016년 8월 20일 4개 교실 칸막이 방음벽 설치, 2개 교실복도 바닥교체, 1개 교실바닥 교체
- 2016년 9월 1일 제27대 이신익 교장 부임
- 2017년 2월 7일 제65회 졸업(졸업생 총 3,472명)
- 2017년 3월 1일 17학급(특수학급 1학급 포함) 편성
- 2018년 2월 27일 7개 교실 증축
- 2018년 3월 1일 20학급(특수학급 1학급 포함) 편성
- 2019년 1월 30일 제67회 졸업(졸업생 총 3,522명)
- 2019년 3월 1일 제28대 양순욱 교장선생님 부임
- 2019년 3월 1일 22학급(특수학급 1학급 포함) 편성

## 참고 자료
- 오라초등학교 - 한국교육학술정보원 학교알리미